# 中村岭亚
中村嶺亞（日语：／ Nakamura Reia，1997年4月2日— ）是日本東京都出身的偶像、歌手、演員。身高166公分，血型A型。隸屬於STARTO ENETERTAINMENT，是旗下小傑尼斯團體「KEY TO LIT」的成員，代表色為黃色。

## 简介
在母親的友人擅自幫他郵寄了履歷書後收到了甄選通知，但是因為要參加滑板比賽而沒有去參加試鏡。後來第二次的甄選因為不喜歡電視上的人看起來很輕浮，所以興致缺缺，父母鼓勵「就當做去體驗社會」後，雖然沒有很想通過，但又不想輸，還是參加了徵選，後於2009年10月成功進入杰尼斯事务所。
試鏡當天被要求展示特技，卻忘記帶滑板，所以問現場的大叔「有沒有滑板」（未使用敬語），大叔聽到後讓工作人員四處尋找還是沒有滑板，因此很不開心，後來才發現大叔就是強尼·喜多川。
原本選上後還是打算辭退，因為在去參加徵選之前，父母說「如果選上的話，這可是比在滑板比賽贏了還要更厲害的事唷」，但當時真的很認真看待滑板，所以聽到這句話很生氣。但徵選過後馬上就有雜誌採訪，甚至組團，變成了想辭退也不太好意思辭退的狀況，於是就做到了現在。
在同一年的 12 月，他和井上瑞稀（现所属团体为HiHi Jets）从100位候补成员脱颖而出，被选为Snow Prince合唱團的成员之一并發行CD。同年年底以该团体的名义登上第60届NHK 红白歌曲大战 。
2012年和2013年作为Sexy Boyz活动。
2018年2月，被选为7 MEN 侍的成员之一。
2020年3月，第一次在音乐剧“SUPERHEROISM”担任主演。

## 人物
- 爸爸是滑雪選手[11]，看到爸爸拿回來的獎盃和獎牌覺得很帥，因此三歲就開始接觸滑雪，又因為夏天沒有辦法滑雪，所以也開始接觸滑板[12]。
- 從小學三年級開始參加滑板比賽，一共拿過三次的優勝[11]，因此經常在舞台上表演滑板。
- 大學是讀美術系，學習油畫專業[13]。
- 興趣是玩遊戲、看動漫和漫畫還有畫畫。
- 特長是玩滑板、滑雪、畫畫、彈吉他和貝斯。
- 將來的夢想是成為明星★[1]。

## 出演
仅列出个人出演，其他团体出演请参考 Snow Prince 合唱团、Sexy Boyz以及 7 MEN 侍。

### 综艺节目
- Gamushara！（2014年4月12日[14] - 2016年4月2日，朝日电视台） [15]

### 电视剧
- 恋爱病与男子班（日语：恋の病と野郎組）（2019年7月20日 - 9月21日，BS日本电视台）- 饰演 三村蓮[16]
  - 戀愛病與男子班 第二季（2022年1月25日 - 3月29日，日本電視台）- 飾演 三村連[17]
- 激辛道（2021年1月7日 - 3月25日，东京电视台）- 飾演 篠宮亮介[18]
- 犬與屑（2023年6月9日 - 7月28日，MBS）- 飾演 犬飼秀司[19]
- 再見了老師（2024年1月23日 - 3月26日，日本電視台）- 飾演 白石健太

### 电影
- 電影 少年們（日语：少年たち (ミュージカル)#映画）（2019年3月29日，松竹）- 饰演 小黑[20]

### 動畫配音
- 非人哉 -神様的日常-（2023年7月4日 - 、東京電視台） - 飾 ナタ（哪吒）[21]

### 广告
- 31冰淇淋“夏天的雪人大作战！”（2013年7月 - ）[22]。

### 网络电视剧
- 稍微激辣怎么样？（2021年3月17日 - 31日，Paravi）- 主演 篠宮亮介[23]
- 和田家的男人們 ANOTHER STORY（2021年11月12日 - ，TELASA） - 逢坂和泉

### 舞台剧
- 泷泽歌舞伎-TAKIZAWA KABUKI- （2010年4月4日 - 5月8日、Nissay Theatre ）[24]
- Johnny's Dome Theatre~概要~（2012年9月8日 - 9日、东京巨蛋CITY HALL）[25]
- JOHNNYS '2020 WORLD -Johnny's Tonitoni World-（2013年12月7日 - 2014年1月27日、帝国剧院）[26]
- 2015新年JOHNNYS'World （2015年1月1日 - 27日、帝国剧院）[27]
- Johnny's Ginza 2014 [Sexy Jr.]（2014年5月24日、25日、31日、6月1日、剧场创作）[28] [29]
- Johnny's Ginza 2015 （2015年5月12日 - 14日、剧场创作）[30]
- Johnny's Ginza 2016 （2016年5月7日、剧场创作）[31]
- 东 SixTONES x 西 Kansai Johnny's Jr. SHOW Battle（2017年2月18-26日、新橋演舞場） [32]
- SUPERHEROISOM（2020年3月23日[注 1][33] 、品川王子大饭店Club eX）- 主演 五反田[10]
- SUPERHEROROISM（2021年6月18日 - 25日、日本青年馆 / 7月3日 - 4日、COOL JAPAN PARK OSAKA WW Hall）- 主演 五反田[34]
- 信（2022年3月12日 - 27日、東京建物 Brillia HALL） - ユースケ
- SEVEN－シンドバッド7つの航海－（2022年11月3日 - 19日、品川王子大飯店Club eX / 11月26日・27日、森之宮Piloti Hall） - 主演・辛巴達
- DADDY（2023年3月31日 - 4月9日、SUNSHINE劇場 / 4月13日 - 16日、森之宮Piloti Hall / 4月19日、本多之森Hall / 4月22日、新潟縣民會館 / 4月29日、電力Hall / 5月2日・3日、Momochi Palace） - 主演・こーすけ

### 演唱会
- Gamshara J 的派对 !! Vol.1（2014年2月1日 - 2日、EX剧场六本木） [35]

## 脚注

### 注解
1. ↑  當初原本為3月14和15日的梅田藝術劇場劇場・電影劇院公演，3月20日 - 29日的品川王子大飯店Club eX公演，但隨著新型冠狀病毒疫情擴大，除了3月23日的公演之外全部取消。